# 神明神社 (各務原市蘇原古市場町)
神明神社（しんめいじんじゃ）は、岐阜県各務原市蘇原古市場町に鎮座する神社（神明神社）。

## 概要
創建時期は不明。
かつての加佐美神社の一之宮であり、各務郡古市場村字乗友に鎮座していたが、宝永3年（1706年）に現在地（加佐美神社境内の東）に遷座される。

## 祭神
- 天照大御神

## 境内社
- 秋葉神社